# Rhaphuma lanzhui
Rhaphuma lanzhui är en skalbaggsart som beskrevs av Holzschuh 1991. Rhaphuma lanzhui ingår i släktet Rhaphuma och familjen långhorningar. Inga underarter finns listade i Catalogue of Life.